# Tentative d'assassinat de Gerald Ford à Sacramento
Pour les articles homonymes, voir Tentative d'assassinat de Gerald Ford.
La tentative d'assassinat de Gerald Ford à Sacramento (Californie) a lieu le 5 septembre 1975, lorsque Lynette Fromme, adepte de Charles Manson, essaie de tuer le 38e président des États-Unis pour faire entendre les personnes souhaitant mettre un terme à la pollution de l'environnement.

## Contexte

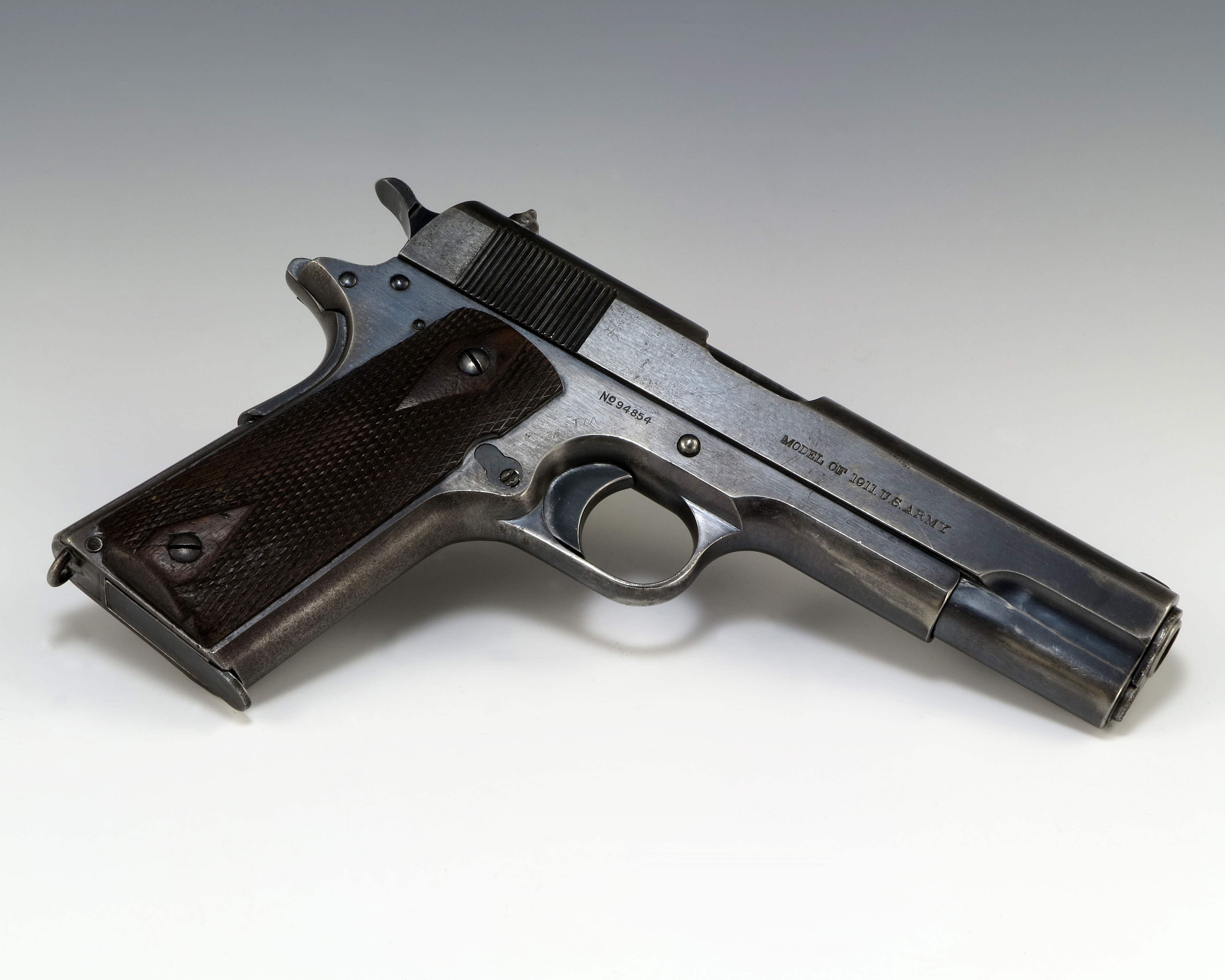
Photo de l'arme utilisé (m1911)

Gerald Ford est président des États-Unis depuis le 9 août 1974, ayant succédé à Richard Nixon, qui a démissionné en raison du scandale du Watergate.
Lynette Fromme, 26 ans, surnommée « Squeaky », est l’une des plus ferventes disciples de Charles Manson, chef d'une communauté hippie baptisée « la famille » et à la tête d'un groupe condamné pour l'assassinat, en 1969, de l'actrice Sharon Tate et de six autres personnes. Les autorités arrêtent Lynette Fromme à plusieurs reprises et elle passe même plusieurs semaines en prison. Pour se rapprocher du lieu d'incarcération de Charles Manson, elle déménage à Sacramento, où elle vit dans un appartement sous les combles, avec Sandra Good, une amie proche, elle aussi adepte de Manson.
En 1975, Lynette Fromme décide de tuer le président Gerald Ford pour faire entendre ceux qui s'opposent à la pollution de l'environnement et à ses effets sur l'air, la végétation, l'eau et les animaux (ATWA: Air, Trees, Water, Animals).

## Déroulement
Se tenant très près de Gerald Ford, Lynette Fromme pointe son Colt M1911 calibre .45 ACP en sa direction, mais rencontre un problème avec son arme et ne parvient pas à tirer.

## Suites
Le 22 septembre 1975, 17 jours après cet attentat, Gerald Ford est victime d'une nouvelle tentative d’assassinat, à San Francisco, toujours dans l’État de Californie, Sara Jane Moore tirant sans succès deux coups de feu en sa direction.
Lynette Fromme est libérée en 2009, trois ans après la mort de Ford et après avoir passé 34 ans en prison pour son crime. L'arme ayant servi à la tentative d'assassinat est aujourd'hui au Gerald R. Ford Presidential Museum.